# First Peoples Buffalo Jump State Park

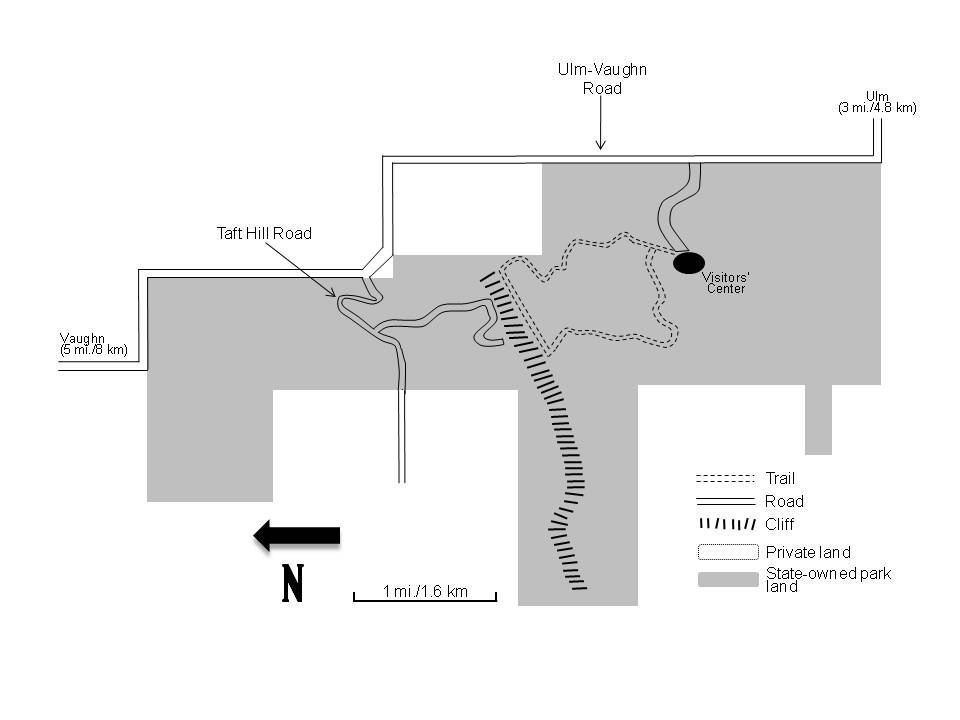
Übersichtskarte des State Parks (Stand: 2011)

Der First Peoples Buffalo Jump State Park ist ein kulturhistorisch bedeutsames Schutz- und Erholungsgebiet in 20 km südwestlich von Great Falls im Cascade County des US-Bundesstaates Montana. Der 600 ha große State Park befindet sich auf einer Höhe von 1095 m über dem Meer und hieß bis 2007 Ulm-Pishkun State Park. 2004 konnten 16.782 Besucher gezählt werden.

## Geschichte
Der State Park enthält einen fast 1,5 km breiten Buffalo Jump. Jahrhundertelang nutzten insgesamt 14 verschiedene Völker das Gebiet, indem sie Bisons auf der Hochfläche zusammentrieben, sie in Panik versetzten und dabei die Stampede so steuerten, dass die Bisons über die Felskante in den Tod stürzten. Auf dem Plateau sind immer noch verschiedene Markierungen und Linien zu finden mit deren Hilfe sich die Jäger orientieren konnten. In Richtung der Klippe war als Lockvogel ein als Bison verkleideter schneller Läufer positioniert. Dieser hatte die gefährliche Aufgabe die verängstigten Tiere in seine Richtung zu locken und vor ihren Augen an einer geeigneten Stelle über die Felskante herab zu springen und sich unter einem Felsvorsprung in Sicherheit zu bringen. Die nachfolgenden Bisons konnten die gefährliche Stelle zu spät entdecken jedoch nicht abbremsen oder ausweichen, weil die panischen Tiere hinter ihnen sie weiterschoben. Am Fuße des Abhangs warteten weitere bewaffnete Jäger um nur verletzte Tiere zu töten und nach der Jagd zu verarbeiten. Die ältesten Fundstücke von Bisonknochen, Pfeilspitzen und Werkzeugen auf dem Areal lassen sich auf das 3. Jahrhundert datieren.
Anfang des 18. Jahrhunderts verlor der Platz an Bedeutung, weil sich aufgrund der nun vorhandenen Pferde die Jagdgewohnheiten änderten und weniger Personalaufwendige Formen der Jagd möglich wurden. Über 100 Jahre blieb er nahezu ungenutzt. In den 1890er Jahren wurde Sandstein gebrochen, aus dem unter anderem Kirchen in der heutigen Hauptstadt Helena gebaut wurden. Mitte des 20. Jahrhunderts wurde der praktische Wert der unzähligen Bisonknochen entdeckt, die sich teilweise bis zu fünf Meter dicke Schichten bildeten. Zwischen 1945 und 1957 wurden 150 Tonnen phosphorreiche Bisonknochen abgebaut um daraus Düngemittel und Munition herzustellen. Zusätzlich waren noch Souvenirjäger unterwegs, die den Boden nach Pfeilspitzen und anderen verwertbaren Gegenständen umgruben.
In den späten 1950er Jahren setzte der Rancher diesen Aktivitäten ein Ende, indem er das Gelände aufkaufte und den weiteren Raubbau sowie Plünderungen verbot. Anfang der 1970er Jahre wurde das Gebiet schließlich der staatlichen Verwaltung von Fish, Wildlife & Parks übertragen, und 1972 der Ulm-Pishkun State Park ins Leben gerufen. Weitere 20 Jahre war der Park weitgehend unbeachtet bis in den frühen 1990er Jahren archäologische Untersuchungen der Montana State University durchgeführt wurden, die zu einem Umdenken führten. Gebietserweiterungen und der Bau eines 550 m² großen Besucherzentrums waren die Folge. Die Parkverwaltung legte den Schwerpunkt auf die Wissensvermittlung aus der Perspektive der verschiedenen Stämme mit ihren Sitten und Gebräuchen. Dazu gehören Pend d’Oreille, Schoschonen, Assiniboine, Blackfoot, Cree, Gros Ventre und Salish. Seit dem Jahr 2000 gibt es jährlich im September einen Atlatl-Wettbewerb für talentierte Speerwerfer und den Native American Culture Fair.

## Namensgebung
2001 wurde ein Park Management Plan in Angriff genommen, in dessen Rahmen auch die Namensgebung zur Debatte stand. 1972 war die Namensgebung des Ulm-Pishkun State Parks angelehnt an die geographische Nähe zur Ortschaft Ulm, die wiederum nach einem deutschstämmigen weißen Siedler benannt ist. Pishkun ist ein Begriff aus der Sprache der Blackfoot und lässt sich mit „Blutkessel“ wiedergeben. Mit den neuen archäologischen Erkenntnissen wurde dieser alte Name als unpassend empfunden, weil er einen falschen Schwerpunkt setzte. Ein neuer eindeutiger Name wurde gesucht und in Absprache mit verschiedenen Stämmen für „First People Buffalo Jump State Park“ entschieden, einem Namen der sowohl die Vielfalt und Herkunft der traditionellen Nutzer, als auch den Verwendungszweck der Bisonjagd umfasst. Im März 2007 fand der Namenswechsel offiziell statt.

## Fauna und Flora

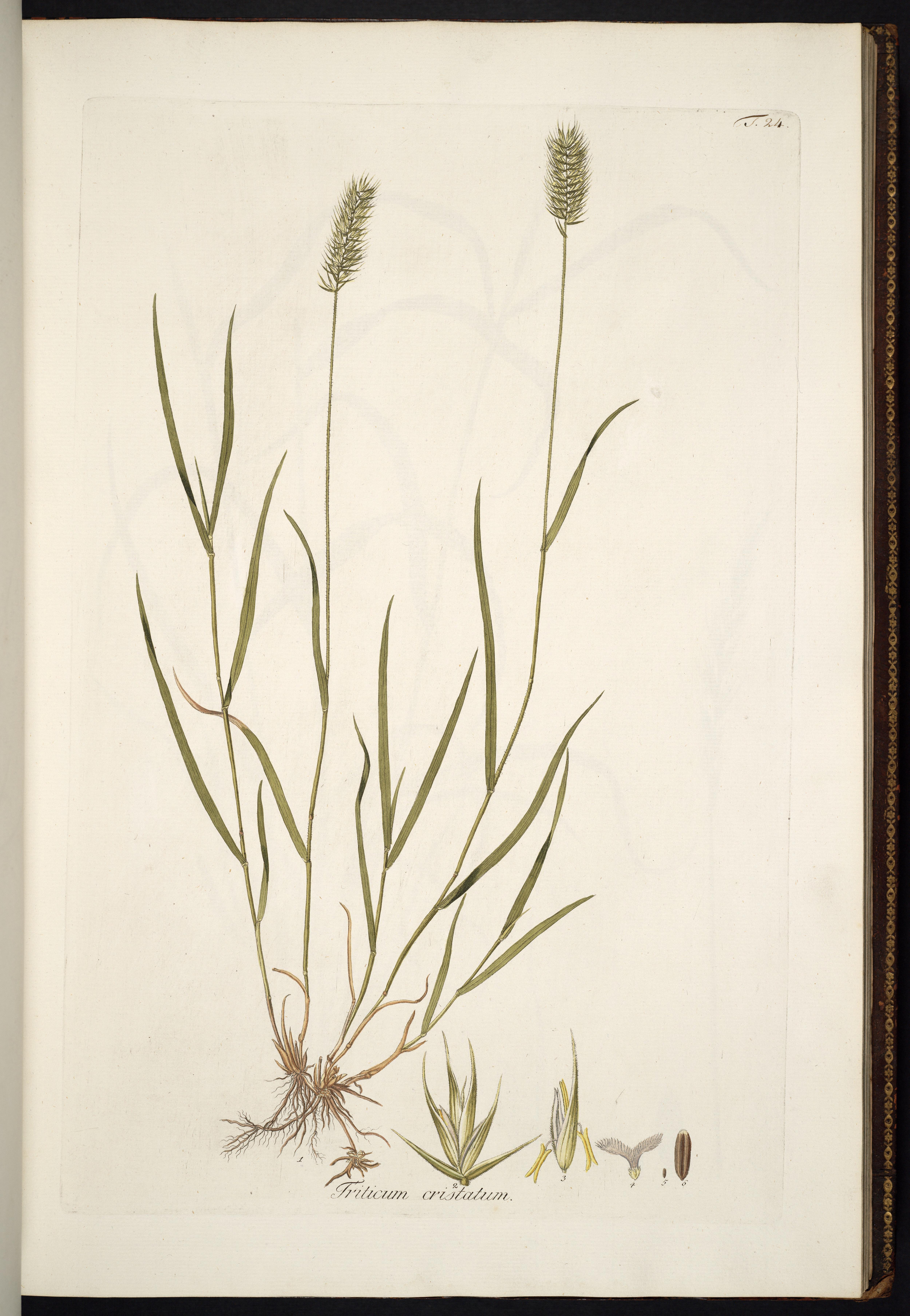
Kammquecke

Ausgerechnet Bisons gibt es bislang nicht im Park, weil der Aufwand für Hege und Pflege einer Herde der Parkverwaltung zu groß erscheint und es Bedenken gibt, dass eine kleine Herde in einen Bison Streichelzoo ausarten könnte.
Am Fuße der Klippen liegt eine 2 ha großer Kolonie von Präriehunden, die wegen Klapperschlangen ebenso wachsam sind wie die Baumwollschwanzkaninchen. Von ihnen ungenutzte Erdlöcher werden gerne von Schwarzen Witwen besiedelt.
Steinadler, Lerchenstärling und Ohrenlerche bevölkern den Luftraum während Gabelbock-Herden sich das Grasland mit Mistkäfern und Grashüpfern wie der Melanoplus packardii teilen.
Needle-and-Thread Grass (Stipa comata), Western Wheatgrass (Pascopyrum smithii) und Bluebunch Wheatgrass gehören zu den einheimischen Gräsern, während aus dem eurasischen Raum stammende Kammquecke in den 1950er und 1960er Jahren auf den zuvor industriell genutzten Brachflächen angesiedelt wurde. Opuntien, Brennnesseln und Disteln sind mit Vorsicht zu genießen, wohingegen die Gemeine Schafgarbe blutstillende Wirkung hat. Gold-Johannisbeere und Prunus virginiana gehören zu den verzehrbaren Pflanzen, die an schattigen Plätzen wachsen. Artemisia ludoviciana ist eine weitere Heilpflanze.